# Lemme des noyaux
En algèbre linéaire, le lemme des noyaux, aussi appelé théorème de décomposition des noyaux, est un résultat sur la réduction des endomorphismes. Dans un espace vectoriel E sur un corps commutatif K, si un opérateur u de E est annulé par un polynôme P(X) à coefficients dans K, alors ce lemme prévoit une décomposition de E comme somme directe de sous-espaces vectoriels stables par u. Ces derniers se définissent comme noyaux de polynômes en u et les projecteurs associés sont eux-mêmes des polynômes en u.
La démonstration traduit l'identité de Bézout portant sur les polynômes à des sous-espaces vectoriels. Résultat fondamental, le lemme des noyaux conduit à la décomposition de Dunford puis à la décomposition de Jordan. Plus modestement, le lemme des noyaux montre qu'un opérateur u est diagonalisable si et seulement s'il est annulé par un polynôme scindé à racines simples.

## Énoncé
Lemme des noyaux — Soient E un espace vectoriel sur un corps commutatif K et f un endomorphisme de E. Si {\displaystyle P_{1},\ldots ,P_{n}\in K[X]} (avec n entier strictement positif) sont premiers entre eux deux à deux, alors les sous-espaces vectoriels {\displaystyle V_{i}=\ker(P_{i}(f))} (où 1 ≤ i ≤ n) sont en somme directe et
{\displaystyle \bigoplus _{i=1}^{n}V_{i}=\ker \left[\left(\prod _{i=1}^{n}P_{i}\right)(f)\right].}
De plus, la projection de la somme directe {\displaystyle V} sur {\displaystyle V_{i}} parallèlement à {\displaystyle \bigoplus _{j\neq i}V_{j}} est la restriction à {\displaystyle V} d'un polynôme en {\displaystyle f}.

## Applications
Le lemme des noyaux sert pour la réduction des endomorphismes. Par exemple :
Réduction à une forme diagonale par blocs — Soient E un espace vectoriel de dimension finie sur un corps K, f un endomorphisme de E et {\displaystyle P\in K[X]} un polynôme annulateur de f (par exemple son polynôme minimal, ou son polynôme caractéristique d'après le théorème de Cayley-Hamilton) et {\displaystyle \prod _{i=1}^{n}P_{i}^{m_{i}}} la factorisation de P avec les polynômes Pi irréductibles et distincts. Alors il existe une base B de E et des matrices {\displaystyle A_{i}\in \mathbf {M} _{n_{i}}(K)} telles que
{\displaystyle \mathrm {Mat} _{B}(f)={\begin{pmatrix}A_{1}&0&\dots &0\\0&A_{2}&\dots &0\\\vdots &\vdots &\ddots &\vdots \\0&0&\dots &A_{n}\end{pmatrix}};}
où {\displaystyle n_{i}=\dim \ker P_{i}^{m_{i}}(f)} (en fait la partie de B correspondant au bloc {\displaystyle A_{i}} est une base de {\displaystyle \ker P_{i}^{m_{i}}(f)}), et {\displaystyle P_{i}^{m_{i}}(A_{i})=0}.

## Note
1. ↑  Pour une démonstration, voir « Lemme des noyaux » dans la leçon « Réduction des endomorphismes » sur Wikiversité..